# Shonan Bellmare 2013
Questa voce raccoglie le informazioni riguardanti lo Shonan Bellmare nelle competizioni ufficiali della stagione 2013.

## Maglie e sponsor
La Penalty conferma i motivi decorativi introdotti nella stagione precedente: tutti gli sponsor ufficiali restano invariati, ad eccezione di Nippon Tanshi.
| Manica sinistra · Maglietta · Maglietta · Manica destra · Pantaloncini · Calzettoni | Manica sinistra · Manica sinistra · Maglietta · Maglietta · Manica destra · Manica destra · Pantaloncini · Calzettoni |

## Rosa
| N. |                          | Ruolo | Calciatore        |
| -- | ------------------------ | ----- | ----------------- |
| 1  | Giappone (bandiera)      | P     | Nobuyuki Abe      |
| 2  | Giappone (bandiera)      | D     | Shoma Kamata      |
| 3  | Giappone (bandiera)      | D     | Wataru Endō       |
| 4  | Giappone (bandiera)      | D     | Hirokazu Usami    |
| 5  | Giappone (bandiera)      | C     | Shota Kobayashi   |
| 6  | Giappone (bandiera)      | C     | Ryōta Nagaki      |
| 7  | Corea del Sud (bandiera) | C     | Han Kook-Young    |
| 8  | Giappone (bandiera)      | C     | Kaoru Takayama    |
| 9  | Brasile (bandiera)       | A     | Thiago Quirino    |
| 10 | Giappone (bandiera)      | C     | Daisuke Kikuchi   |
| 11 | Giappone (bandiera)      | A     | Yuya Nakamura     |
| 13 | Giappone (bandiera)      | C     | Ken Iwao          |
| 14 | Giappone (bandiera)      | C     | Tomi Shimomura    |
| 15 | Giappone (bandiera)      | C     | Yūzo Iwakami      |
| 16 | Bolivia (bandiera)       | A     | Edivaldo          |
| 17 | Giappone (bandiera)      | A     | Kenji Baba        |
| 18 | Giappone (bandiera)      | C     | Tatsuya Furuhashi |

| N. |                          | Ruolo | Calciatore         |
| -- | ------------------------ | ----- | ------------------ |
| 19 | Giappone (bandiera)      | A     | Syuhei Otsuki      |
| 20 | Giappone (bandiera)      | D     | Yuki Igari         |
| 21 | Giappone (bandiera)      | P     | Shunsuke Andō      |
| 22 | Giappone (bandiera)      | D     | Kazunari Ōno       |
| 23 | Giappone (bandiera)      | C     | Ryota Kajikawa     |
| 25 | Giappone (bandiera)      | C     | Kenji Arabori      |
| 26 | Giappone (bandiera)      | D     | Masashi Kamekawa   |
| 27 | Giappone (bandiera)      | P     | Yuta Suzuki        |
| 28 | Giappone (bandiera)      | A     | Kōsuke Taketomi    |
| 29 | Giappone (bandiera)      | A     | Ryohei Yoshihama   |
| 30 | Giappone (bandiera)      | D     | Tsuyoshi Shimamura |
| 31 | Giappone (bandiera)      | D     | Takuya Muraoka     |
| 32 | Corea del Sud (bandiera) | D     | Kweon Han-Jin      |
| 33 | Giappone (bandiera)      | A     | Shota Tamura       |
| 34 | Giappone (bandiera)      | C     | Hiroto Nakagawa    |
| 35 | Giappone (bandiera)      | A     | Ryosuke Kawano     |
| 36 | Giappone (bandiera)      | A     | Naoki Maeda        |

## Calciomercato

### Sessione invernale
| Acquisti | Acquisti          | Acquisti          | Acquisti |
| R.       | Nome              | da                | Modalità |
| -------- | ----------------- | ----------------- | -------- |
| P        | Yuta Suzuki       | Montedio Yamagata |          |
| P        | Shunsuke Andō     | Kawasaki Frontale |          |
| P        | Kei Uemura        | Júbilo Iwata      |          |
| D        | Han Jin-Kweon     | Kashiwa Reysol    |          |
| D        | Hirokazu Usami    | Tochigi           |          |
| D        | Kento Fukuda      | Fujieda MYFC      |          |
| D        | Naoya Ishigami    | Oita Trinita      |          |
| C        | Hiroto Nakagawa   | Kashiwa Reysol    |          |
| C        | Min Soo-Lee       | Shimizu S-Pulse   |          |
| C        | Kazushi Mitsuhira | Oita Trinita      |          |
| C        | Kōsuke Taketomi   | Kashiwa Reysol    |          |
| C        | Ryota Kajikawa    | Tokyo Verdy       |          |
| C        | Kenji Arabori     | Tochigi           |          |
| A        | Takuya Muraoka    |                   |          |
| A        | Quirino           | Consadole Sapporo |          |
| A        | Edivaldo          | Muangthong Utd    |          |
| A        | Thiago Quirino    | Consadole Sapporo |          |

| Cessioni | Cessioni           | Cessioni                  | Cessioni |
| R.       | Nome               | a                         | Modalità |
| -------- | ------------------ | ------------------------- | -------- |
| P        | Kei Uemura         | Júbilo Iwata              |          |
| P        | Kim Yong-Gwi       | Oita Trinita              |          |
| P        | Takuya Matsumoto   | Giravanz Kitakyushu       |          |
| D        | Kohei Mihara       | Ehime                     |          |
| D        | Takahiro Yamaguchi | V-Varen Nagasaki          |          |
| D        | Kento Fukuda       | Albirex Niigata Singapore |          |
| D        | Naoya Ishigami     | Tokyo Verdy               |          |
| C        | Kōji Sakamoto      |                           |          |
| C        | Taisuke Miyazaki   | Omiya Ardija              |          |
| C        | Kazushi Mitsuhira  | Kyoto Sanga               |          |
| C        | Min Soo-Lee        | Shimizu S-Pulse           |          |
| A        | Alex               |                           |          |

## Risultati

### Campionato

#### Girone di andata
| Arbitro: | Hirama |

|                                                   |           |                         |
| Nakamura 40’ Marquinhos 74’, 93’ (rig.) Saito 83’ | Marcatori | 41’, 61’ Thiago Quirino |

| Arbitro: | Nakamura |

|              |           |          |
| Kajikawa 50’ | Marcatori | 83’ Noda |

| Arbitro: | Okabe |

|              |           |               |
| Taketomi 21’ | Marcatori | 64’ Hattanada |

| Arbitro: | Takayama |

|                      |           |  |
| Tamada 45’ Ogawa 86’ | Marcatori |  |

| Arbitro: | Hirose |

|              |           |            |
| Takayama 84’ | Marcatori | 85’ Patric |

| Arbitro: | Yoshida |

|                          |           |  |
| Koroki 30’ Kashiwagi 73’ | Marcatori |  |

| Arbitro: | Nakamura |

|                        |           |               |
| Nagaki 28’ Kikuchi 55’ | Marcatori | 36’ Morishima |

| Arbitro: | Fukushima |

|                                                  |           |  |
| Yamada 1’ Matsuura 29’ Yamamoto 55’ Yamazaki 81’ | Marcatori |  |

| Hiratsuka 3 maggio 2013 | Shonan Bellmare | – | Cerezo Osaka | BMW Stadium |

| Kashima 6 maggio 2013 | Kashima Antlers | – | Shonan Bellmare | Kashima Soccer Stadium |

| Hiratsuka 11 maggio 2013 | Shonan Bellmare | – | FC Tokyo | BMW Stadium |

| Saitama 18 maggio 2013 | Omiya Ardija | – | Shonan Bellmare | NACK5 Stadium Ōmiya |

| Hiratsuka 25 maggio 2013 | Shonan Bellmare | – | Sanfrecce | BMW Stadium |

| Sendai 6 luglio 2013 | Vegalta Sendai | – | Shonan Bellmare | Yurtec Stadium Sendai |

| Hiratsuka 10 luglio 2013 | Shonan Bellmare | – | Kashiwa Reysol | BMW Stadium |

| Kofu 13 luglio 2013 | Ventforet Kofu | – | Shonan Bellmare | Yamanashi Chuo Bank Stadium |

| Hiratsuka 28 luglio 2013 | Shonan Bellmare | – | Albirex Niigata | BMW Stadium |

#### Girone di ritorno
| Kawasaki 31 luglio 2013 | Kawasaki Frontale | – | Shonan Bellmare | Todoroki Athletics Stadium |

| Hiratsuka 3 agosto 2013 | Shonan Bellmare | – | F·Marinos | BMW Stadium |

| Shizuoka 10 agosto 2013 | Shimizu S-Pulse | – | Shonan Bellmare | Outsourcing Stadium Nihondaira |

| Hiratsuka 17 agosto 2013 | Shonan Bellmare | – | Júbilo Iwata | BMW Stadium |

| Hiratsuka 24 agosto 2013 | Shonan Bellmare | – | Ventforet Kofu | BMW Stadium |

| Kashiwa 28 agosto 2013 | Kashiwa Reysol | – | Shonan Bellmare | Hitachi Kashiwa Soccer Stadium |

| Hiratsuka 31 agosto 2013 | Shonan Bellmare | – | Vegalta Sendai | BMW Stadium |

| Tosu 14 settembre 2013 | Sagan Tosu | – | Shonan Bellmare | Best Amenity Stadium |

| Oita 21 settembre 2013 | Oita Trinita | – | Shonan Bellmare | Oita Bank Dome |

| Hiratsuka 28 settembre 2013 | Shonan Bellmare | – | Urawa Reds | BMW Stadium |

| Hiratsuka 5 ottobre 2013 | Shonan Bellmare | – | Nagoya Grampus | BMW Stadium |

| Osaka 19 ottobre 2013 | Cerezo Osaka | – | Shonan Bellmare | Nagai Stadium |

| Niigata 27 ottobre 2013 | Albirex Niigata | – | Shonan Bellmare | Niigata Stadium |

| Hiratsuka 10 novembre 2013 | Shonan Bellmare | – | Kashima Antlers | BMW Stadium |

| Tokyo 23 novembre 2013 | FC Tokyo | – | Shonan Bellmare | Tokyo Stadium |

| Hiroshima 30 novembre 2013 | Sanfrecce | – | Shonan Bellmare | Hiroshima Big Arch |

| Hiratsuka 7 dicembre 2013 | Shonan Bellmare | – | Omiya Ardija | BMW Stadium |

### Coppa Yamazaki Nabisco
| Arbitro: | Murakami |

|               |           |                                        |
| Kobayashi 62’ | Marcatori | 50’ Tomiyama 61’ Hasegawa 90+4’ Watabe |

| Arbitro: | Kimura |

|  |           |              |
|  | Marcatori | 10’ Taketomi |

| Arbitro: | Nishimura |

|           |           |  |
| Maeda 11’ | Marcatori |  |

| Arbitro: | Adcock |

|  |           |                |
|  | Marcatori | 44’ Marquinhos |

| Shizuoka 15 maggio 2013 | Shimizu S-Pulse | – | Shonan Bellmare | Outsourcing Stadium Nihondaira |

| Hiratsuka 22 maggio 2013 | Shonan Bellmare | – | Kawasaki Frontale | BMW Stadium |